# 広部達三
広部 達三（廣部 達三、ひろべ たつぞう、1883年〈明治16年〉3月9日 - 没年不明）は、日本の農学者。東京帝国大学農学部教授。農林省農事試験場技師。旧姓・太田。

## 人物
宮城県仙台市生まれ。太田可一の弟。1907年、東京帝国大学農学科卒業。1912年、広部銀行頭取・広部清兵衛の養子となる。農科大学講師兼農事試験場嘱託同技師農林技師歴職。また広部拓殖社員である。
『広部農具論』、『広部農用機具』などの著書がある。趣味は庭球、柔道、弓道、スケート、写真。住所は東京市渋谷区神山町。

## 家族・親族
広部家
- 妻・清子（1894年 - ?、東京、広部清兵衛の長女）[1][3]
- 長男[1]

親戚
- 妻の兄・広部清一郎（広部鉱業社長）
- 広部和三郎（広部鉱業常務[2]、広部拓殖代表社員[5]）